# Obergurig
Obergurig är en kommun och ort i Landkreis Bautzen i förbundslandet Sachsen i Tyskland. Kommunen har cirka 2 000 invånare.
Kommunen ingår i förvaltningsområdet Großpostwitz-Obergurig tillsammans med kommunen Großpostwitz.